# 佐伯麻呂
佐伯 麻呂（さえき の まろ）は、飛鳥時代から奈良時代にかけての貴族。官位は従四位下・備後守。

## 経歴
文武天皇4年（700年）5月に遣新羅大使に任ぜられて新羅に渡航し、10月に帰国し孔雀や珍物を持ち帰った（この時の冠位は直広肆）。大宝律令における位階制の施行を通じて正五位上に叙せられ、和銅元年（708年）備後守を経て、和銅5年（712年）従四位下に至る。
養老7年（723年）3月14日卒去。最終官位は散位従四位下。

## 官歴
『続日本紀』による。
- 時期不詳：直広肆
- 文武天皇4年（700年） 5月13日：遣新羅大使
- 時期不詳：正五位上
- 和銅元年（708年） 3月13日：備後守
- 和銅5年（712年） 正月19日：従四位下